# 117381 Ліндавейленд
117381 Ліндавейленд (117381 Lindaweiland) — астероїд головного поясу, відкритий 18 грудня 2004 року.
Тіссеранів параметр щодо Юпітера — 3,300.